# 萊奇伍德 (新澤西州)
萊奇伍德（英語：Ledgewood）是位於美國新澤西州摩里斯縣的普查規定居民點。

## 人口
根據2020年美國人口普查的數據，萊奇伍德的面積為14.55平方千米，當中陸地面積為14.34平方千米，而水域面積為0.21平方千米。當地共有人口4903人，而人口密度為每平方千米336.98人。